# Justo Villar
Justo Wilmar Villar Viveros (Cerrito, 30 juni 1977) is een Paraguayaans gewezen doelman in het betaald voetbal. Hij beëindigde in 2018 zijn loopbaan bij de Paraguayaanse club Club Nacional. Hij debuteerde op 15 oktober 1999 in de vriendschappelijke wedstrijd in en tegen Guatemala (0-0) in het Paraguayaans voetbalelftal, waarvoor hij meer dan 110 interlands speelde. Villar maakte deel uit van de nationale selecties voor onder meer het WK 2006 en het WK 2010.
| WK-statistieken            | Club              | Positie | W |   |   | D | A |   |   |   |
| -------------------------- | ----------------- | ------- | - | - | - | - | - | - | - | - |
| WK voetbal 2006 - Paraguay | Newell's Old Boys | Doelman | 1 | 0 | 0 | 0 | 0 | 0 | 0 | 0 |
| WK voetbal 2010 - Paraguay | Real Valladolid   | Doelman | 4 | 0 | 0 | 0 | 0 | 0 | 0 | 0 |